# Altenmarkt bei Fürstenfeld
Altenmarkt bei Fürstenfeld este o fostă localitate din Steiermark, actualmente parte din Fürstenfeld.